# 아이기알레이아
아이기알레이아(Aegialeia)는 그리스 신화에 나오는 아르고스의 왕 디오메데스의 아내이다. 아르고스의 왕 아드라스토스가 암피테아와의 사이에서 낳은 딸이다. 아이기알레이아는 티데우스의 아들인 디오메데스와 결혼했다. 하지만 남편이 트로이전쟁에 참전하러 떠난 사이에 히폴리토스, 코메테스 등 여러 사내들과 부정을 저질렀다. 이는 전쟁터에서 디오메데스에게 상처를 입은 아프로디테 여신의 분노 때문이라고 한다. 여신은 디오메데스의 아내에게 채워지지 않는 끝없는 욕정을 불어넣었다. 결국 아이기알레이아는 트로이 전쟁에서 귀환한 남편을 위협하여 이탈리아로 내쫓았다. 그리고 자신과 내연관계에 있던 코메테스를 아르고스의 새 왕으로 세웠다. 하지만 얼마 지나지 않아 아이기알레오스의 아들인 키아니포스가 코메테스를 내쫓고 아르고스의 왕위를 되찾았다.